# Doris Storey
Doris Storey –nombre de casada Doris Quarmby– (Leeds, 21 de diciembre de 1919-Wakefield, 21 de octubre de 2005) fue una deportista británica que compitió en natación. Ganó una medalla de plata en el Campeonato Europeo de Natación de 1938 en la prueba de 200 m braza.

## Palmarés internacional
| Campeonato Europeo | Campeonato Europeo    | Campeonato Europeo | Campeonato Europeo |
| Año                | Lugar                 | Medalla            | Prueba             |
| ------------------ | --------------------- | ------------------ | ------------------ |
| 1938               | Londres (Reino Unido) | Medalla de plata   | 200 m braza        |